# Tarantula (hudební skupina)
Tarantula byla thrash metalová kapela z Hranic (okres Přerov), která vznikla v roce 1987. Kapelu ovlivnila Metallica a album Peklo pro všechny tomu odpovídá. Po čtyřech úspěšných albech se kapela v roce 2001 rozpadla a část kapely se dala dohromady s několika členy kapely Wizard a založili kapelu Traktor.

## Diskografie
- 1990 – Mobilis in Mobili
- 1992 – Peklo pro všechny
- 1995 – Never Say Never
- 1996 – Chemomarsh

## Dema
- 1989 – Železná jízda

## Sestava
Poslední sestava
- Alan Sommer – basa, zpěv (od 1994)
- Václav Dreiseitl – kytara, zpěv (od 1995)
- Pavel Balko – bicí (od 1987)

Dřívější členové
- Grizzly M. Furár – kytara (1991 – 1997)
- Dušan Zeman – baskytara (1987 – 1994)
- Standa Balko – kytara (1987 – 1995)
- Michal Langer – kytara (1987 – 1991)
- Vítězslav Kula – zpěv (1989 – 1994)
- Libor Mrkva – zpěv (1987 – 1989)